# Villa Metz (Potsdam)

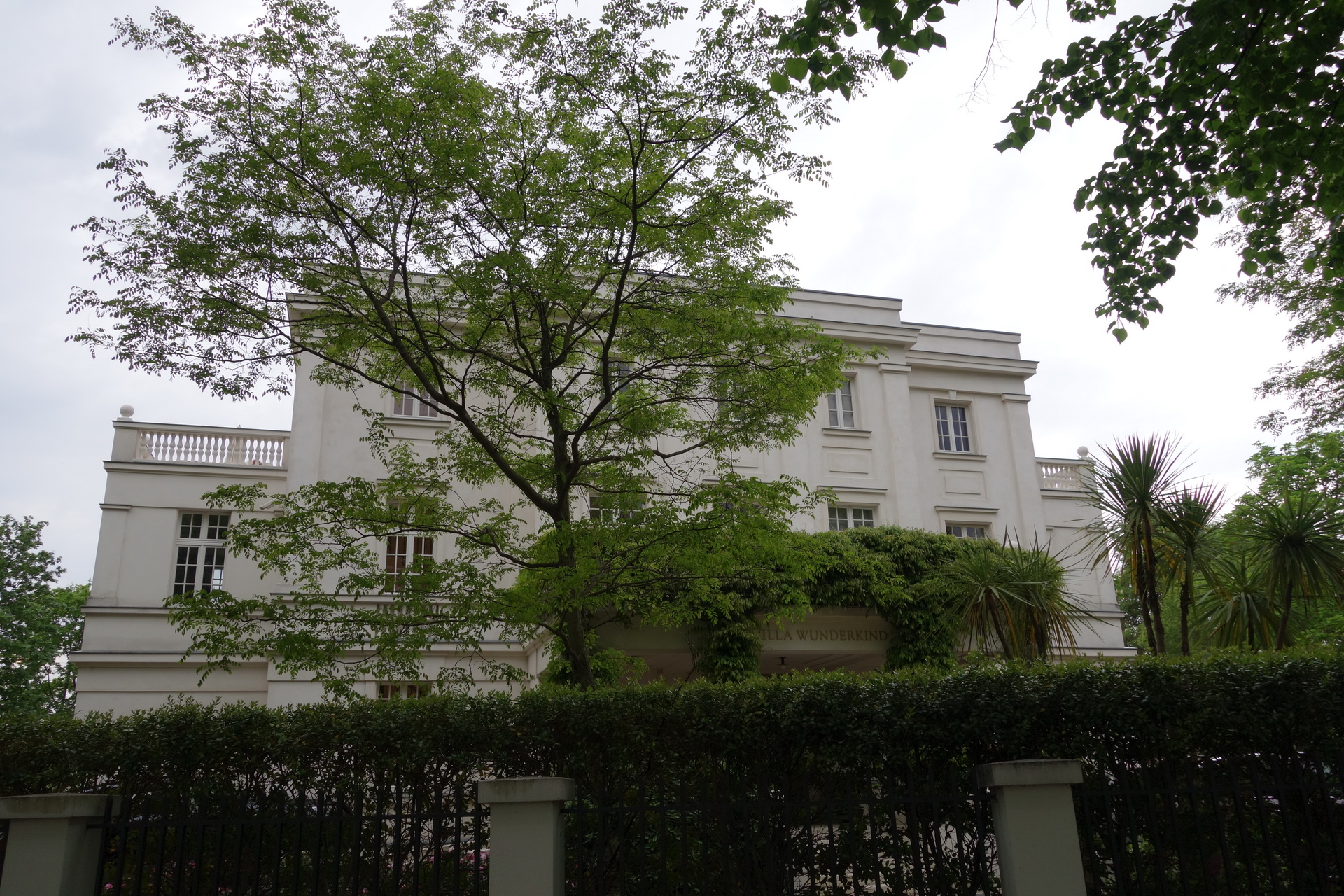
Villa Metz am Heiligen See (Straßenseite)

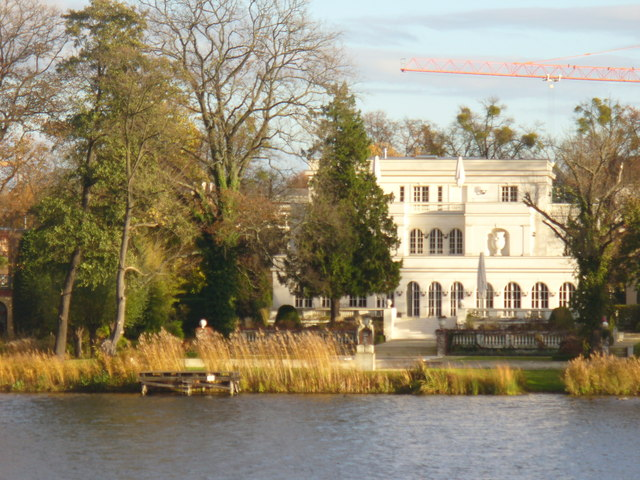
Villa Metz (Seeseite)

Die Villa Metz ist ein Anwesen in Potsdams Stadtteil Berliner Vorstadt mit der Adresse Seestraße 35–37. Das Grundstück befindet sich direkt am Heiligen See.

## Geschichte
Auf dem Grundstück gegenüber dem Marmorpalais im Neuen Garten ließ König Friedrich Wilhelm II. 1795 ein Müllerhaus in neugotischen Formen errichten. Das in dem Werk Potsdam’s Merkwürdigkeiten von Carl Christian Horvath erwähnte kreuzförmige Bauwerk wies spitzbogige Fenster und Wandgliederungen auf, die mit Tuffsteineinfassungen versehen waren. In der Mitte des 19. Jahrhunderts wurde der straßenseitige Teil des Grundstücks mit einer Villa bebaut.
Nachdem sie das Grundstück 1907 erworben hatten, ließen die neuen Eigentümer, Amtsgerichtsrat Ernst Metz und dessen Frau Wanda, das Gebäude nach Plänen des Architekten Carl Peuckert ab 1911 schrittweise erweitern, zunächst im Stil eines Landhauses. 1914 beauftragten sie Paul Renner mit einer neuen Planung, die den Abbruch des Müllerhauses und den Umbau zu einer repräsentativen „Villa im italienischen Stil“ vorsah mit einer Vergrößerung auf das heutige Volumen. Mit der Bearbeitung des Projekts wurde der zu dieser Zeit in Renners Büro tätige Künstler Wilhelm Schmid betraut, der dabei auch die Tochter der Eigentümer kennenlernte, die Kammersängerin Maria Metz, die später seine Ehefrau wurde. (Anm.)
Der neoklassizistische Stil des Hauses lehnt sich in einigen Details an das frühklassizistische Marmorpalais auf der anderen Seite des Heiligen Sees an. Die seeseitige Schaufassade ist mit bodentiefen Rundbogenfenstern und flankierenden, in Nischen stehenden Schmuckvasen versehen.
In den 1920er Jahren übernahm Karl Otto von Kameke die Villa. 1943 bis 1944 bewohnte der Diplomat Ulrich von Hassell das Gebäude. Von 1958 bis zum Tag der Deutschen Wiedervereinigung war die Villa Sitz der britischen Militärverbindungsmission. Während dieser Zeit wurde das Gebäude umgangssprachlich als Weiße Villa bezeichnet.
1999 erwarb Wolfgang Joop das Anwesen. Er ließ über dem Eingangsportal auf der Straßenseite den goldfarbenen Schriftzug Villa Wunderkind nach seinem frisch aus der Taufe gehobenen Modelabel Wunderkind Art anbringen. Offiziell wurde und wird das Gebäude jedoch stets als Villa Metz bezeichnet. 2001 wurde ein postmoderner Umbau durch Josef Paul Kleihues fertiggestellt. Ab 2003 war das Anwesen neben dem Wohnort von Wolfgang Joop auch Sitz seiner Wunderkind Verwaltungs GmbH.
2017 erwarb der SAP-Mitbegründer Hasso Plattner mit seiner Hasso-Plattner-Stiftung die Villa Metz. Sie wird als Potsdamer Repräsentanz der Stiftung genutzt. 

## Anmerkung, Einzelnachweise
1. ↑  Potsdam’s Merkwürdigkeiten, Berliner Vorstadt. Digitale Sammlungen der Universitäts- und Landesbibliothek Sachsen-Anhalt
2. 1 2  Peter Degener: Die Weiße Villa und der Künstler Wilhelm Schmid. In: Märkische Allgemeine. 13. November 2018, abgerufen am 28. März 2020.
3. ↑  vgl. Denkmaldatenbank BLDAM
4. ↑  Catrin During, Albrecht Ecke: Gebaut! Architekturführer Potsdam. Berlin 2008, ISBN 978-3-936872-90-3, S. 59.
5. ↑  Joop verkauft seine „Villa Wunderkind“ an Hasso Plattner. In: Berliner Morgenpost. 22. Februar 2017, abgerufen am 28. März 2020.
6. ↑  Sabine Schicketanz: Plattner kauft Joops Villa Wunderkind. In: PNN. 22. Februar 2017, abgerufen am 28. März 2020.

Koordinaten: 52° 24′ 43,2″ N, 13° 4′ 27,3″ O